# TIMvision
TIMvision (anciennement Cubovision) est une service italienne opérant dans le domaine de la distribution en ligne de films, séries télévisées et autres programmes de divertissement. Fondé en 2009, est contrôlé et géré par Telecom Italia.
La visualisation du contenu nécessite un abonnement mensuel. L'offre s'étend à une série de contenus non inclus dans l'abonnement mensuel, qui peuvent être achetés et donc avec possibilité de les revisionner indéfiniment, ou en location où la vision n'est pas limitée en quantité, mais dans le temps.
Depuis 2020, TIMvision propose plus de 10 000 contenus en streaming.

## Prise en charge de l'appareil
Les appareils de cette liste incluent du matériel compatible pour le streaming TIMvision :
- Smartphones et tablettes Android
- Appareils de Android TV
- Apple: iPad, iPhone
- Microsoft: Windows 8, Windows 10
- Sony: certains disques Blu-ray, lecteurs CTV
- LG: Certains disques Blu-ray, lecteurs CTV
- Samsung: certains disques Blu-ray, lecteurs CTV

## Histoire des logos

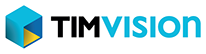
12 mai 2014 - 22 juin 2017
En service depuis le 22 juin 2017